# Viva Litfiba 2
Viva Litfiba 2 è la quarta raccolta non ufficiale (in quanto non autorizzata dalla band) dei Litfiba pubblicata nel 1998 dalla Warner Music Italy. L'album, come le raccolte pubblicate precedentemente, include unicamente brani incisi dal gruppo nel periodo passato con le etichette discografiche CGD/Warner.

## Tracce

### CD 1
1. El diablo (live) - 4:27
2. Lulù e Marlène (live) - 4:16
3. Ragazzo - 4:42
4. Soldi - 3:50
5. Dinosauro - 3:49
6. Il mistero di Giulia - 5:58
7. Vendette - 5:31
8. Pièrrot e la Luna - 3:59
9. Tziganata - 2:56
10. La preda - 2:52
11. Tex - 3:35
12. Febbre - 3:49
13. Peste - 5:31
14. Cane (live) - 4:13
15. Ci sei solo tu (live) - 5:22

### CD 2
1. Cangaceiro (live) - 4:40
2. Gioconda - 5:01
3. Cuore di vetro - 4:56
4. Guerra - 5:30
5. Firenze sogna - 4:39
6. Come un dio - 5:09
7. Woda-Woda - 5:04
8. Café, Mexcal e Rosita - 3:13
9. Tango 4:33
10. Ballata - 3:53
11. Sulla Terra - 4:21
12. Pioggia di luce - 4:30
13. Apapaia (live) - 5:01
14. Proibito - 3:49
15. Istanbul (remix) - 5:43